# Estação Caño Amarillo
A Estação Caño Amarillo é uma das estações do Metrô de Caracas, situada no município de Libertador, entre a Estação Agua Salud e a Estação Capitolio. Administrada pela C. A. Metro de Caracas, faz parte da Linha 1.
Foi inaugurada em 2 de janeiro de 1983. Localiza-se no cruzamento da Rua Los Jabillos com a Rua La Línea. Atende a paróquia de 23 de Enero.